# Невеста с севера
«Невеста с севера» (арм. Հարսնացուն հյուսիսից) — советский комедийный фильм—мюзикл, снятый на студии телефильмов «Ереван» в 1975 году.

## Сюжет
И в русских деревнях, и в армянских сёлах испокон веков повелось — невеста должна идти в дом к жениху. Но какая мать захочет отпустить единственную дочь за тридевять земель. Многочисленные родственники молодого армянина Артака прибыли в русскую деревню свататься к простой русской красавице Вале. Родители Вали, Наталья Семеновна и Николай Петрович Гребешковы, поначалу и слышать ничего не хотят, но не стоит забывать, что действие происходит в стране, которая дышит идеей дружбы народов и в которой каждый житель твердо верит в чудо…

## В ролях
- Наталья Беспалова — Валя, невеста
- Ара Бабаджанян[арм.] — Артак, жених
- Инна Макарова — Наталья Семеновна Гребешкова, мать Вали
- Юрий Медведев — Николай Петрович Гребешков, отец Вали
- Верджалуйс Мириджанян — Арусяк Варданян, мать Артака
- Мурад Костанян — Мурад Варданян, отец Артака
- Станислав Чекан — Иван, дядя Вали
- Армен Джигарханян — Сероб, дядя Артака
- Лариса Кронберг (Соболевская) — Марфа
- Ерванд Манарян — Ерванд, дядя Артака
- Ашот Нерсесян — Азат, дядя Артака
- Валентин Брылеев — официант
- Александр Воеводин — друг Артака
- Юрий Захаренков — друг Артака
- Александр Соловьёв — друг Артака
- Нина Доберо — клиентка в парикмахерской
- Владимир Емельянов — Иван Игнатьевич, «Вода в Армении вкусная»
- Любовь Калюжная — старушка на лавочке
- Елизавета Кузюрина — дежурная в гостинице
- Татьяна Лейбель — танцовщица, дуэт с В.Никольским
- Владимир Никольский — танцовщик, дуэт с Т.Лейбель
- Иван Турченков — односельчанин, «Что-то давно песен Артака не слышно»
- Жан Элоян — Гурген, председатель колхоза в Армении
- Левон Батикян — эпизод
- С. Дмоховская — эпизод
- Александра Дорохина — эпизод
- П. Клементьев — эпизод
- А. Микаелян — эпизод
- А. Лазарев — эпизод
- Григорий Костельцев — эпизод
- Александр Подболотов — эпизод
- Наталья Крачковская — посетительница ресторана, принесла шампанское (нет в титрах)
- Александр Ткаченко — повар, (нет в титрах)
- Алексей Бахарь — гость на свадьбе, (нет в титрах)
- Клавдия Грищенкова — бабуля, (нет в титрах)
- Е. Рыжов — эпизод, (нет в титрах)

## Технические данные
- премьера — 19 ноября 1975 на телевидении

## Интересные факты

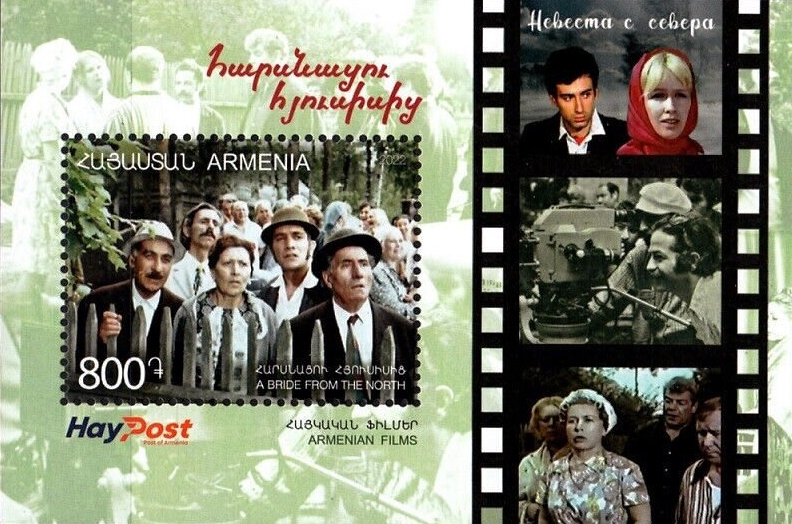
Почтовая марка Армении (2022)

- Лишь один эпизод снимался в Армении, в Горисе, все остальное в Москве и Переделкино.[1]
- Примерно 80 % фильма на русском языке, 20 % на армянском.
- В сцене в летнем театре, артисты пляшут на сцене под музыку Mungo Jerry You Better Leave That Whisky Alone.
- В 2022 году Почта Армении выпустила почтовую марку, посвящённую фильму.

## Песни из фильма
Специально для фильма армянским композитором Арно Бабаджаняном и поэтом Андреем Вознесенским были написаны три песни.
- Год любви — исполняет Ара Бабаджанян
- Любовь можно потерять (Кружит голову мимоза) — исполняет Ара Бабаджанян
- Пушинка белая (Ах, тополиный пух) — исполняет Валентина Толкунова